# Lübeckisches Nationallied
Das Lübeckische Nationallied war die inoffizielle Nationalhymne der Freien und Hansestadt Lübeck.

## Hintergrund
Lübeck besaß bis zum Ende seiner Eigenstaatlichkeit im Jahr 1937 niemals eine Nationalhymne mit offiziellem Status. In der zweiten Hälfte des 19. Jahrhunderts bürgerte sich aber der Brauch ein, bei feierlichen öffentlichen Anlässen das Lied Wo volle Becher klingen zu singen, das daher als Lübeckisches Nationallied bezeichnet wurde. Im ausgehenden 19. Jahrhundert schließlich wurde das Absingen des Liedes als unverzichtbarer Teil entsprechender Ereignisse betrachtet. Im beginnenden 20. Jahrhundert kam es außer Gebrauch und geriet in Vergessenheit.

## Geschichte

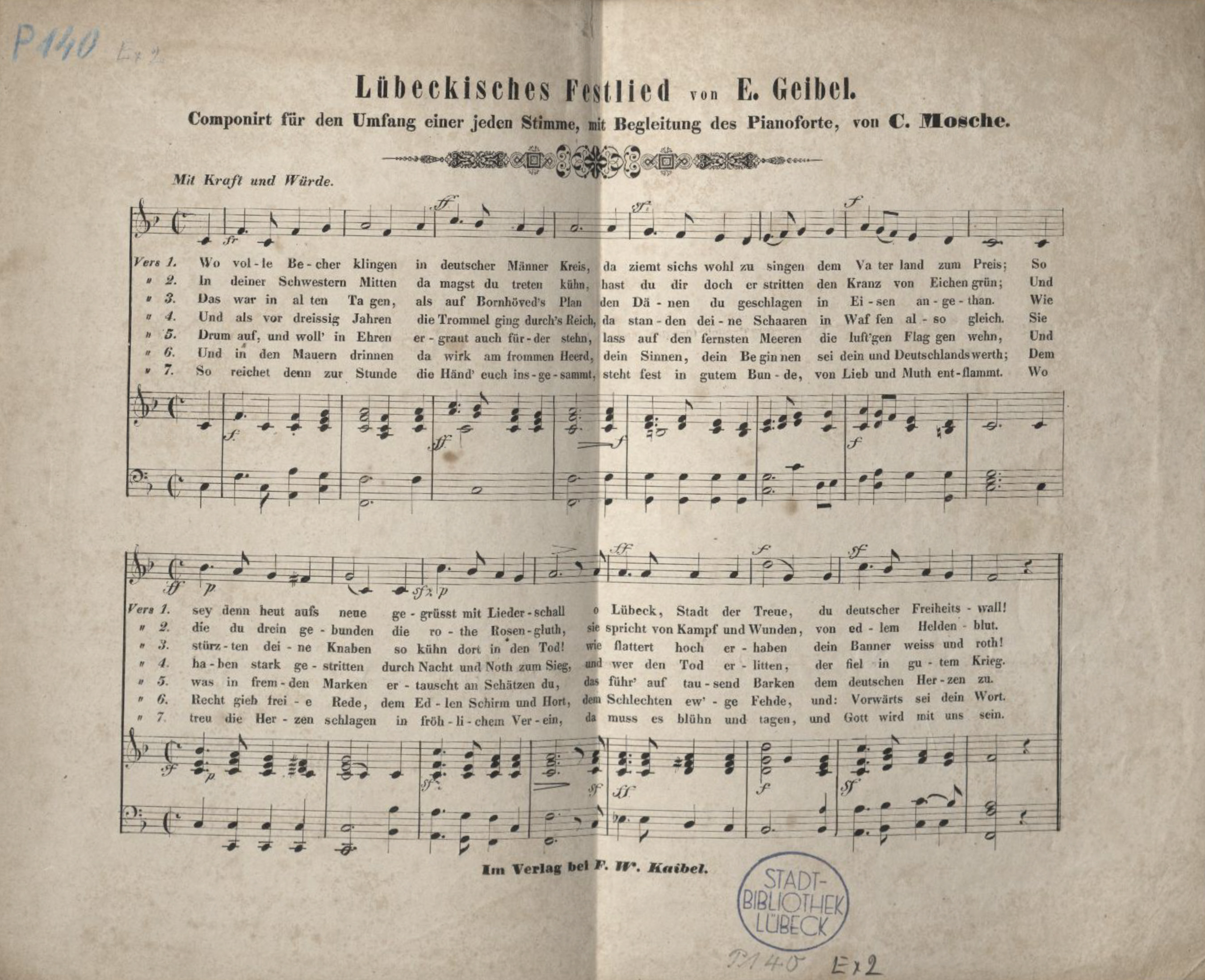
Die 1842 bei F. W. Kaibel erschienene Druckfassung des Lieds, die 1889 in der Lübecker Stadtbibliothek wiederentdeckt wurde

Der Text des Lübeckischen Nationalliedes wurde von Emanuel Geibel verfasst. Es entstand als Festlied für die jährliche Stiftungsfeier der Gesellschaft zur Beförderung gemeinnütziger Tätigkeit, um ein bis dahin verwendetes älteres Lied zu ersetzen, und wurde dort am 2. November 1842 erstmals gesungen. Die Melodie hatte Professor Wilhelm Heinrich Carl Mosche, Musiklehrer am Katharineum zu Lübeck, komponiert. Am 16. November erschien das Werk, gesetzt für Pianoforte, im Druck beim Verlag der Lübecker Musikalienhandlung F. W. Kaibel.
Während Geibels Text in der Folgezeit als Nationallied allgemeine Verbreitung fand, galt dies nicht für Professor Mosches Komposition. Es bürgerte sich ein, das Lied zur Melodie von Auf, auf zum fröhlichen Jagen zu singen, die allerdings nicht recht zu den Versen passte und erforderte, dass einzelne Zeilen gehäuft wiederholt wurden.
Der Text nimmt unter den Dichtungen Geibels eine Sonderstellung ein, da er nie in seine gesammelten Werke aufgenommen wurde. Gegen Ende der 1880er Jahre galt sogar seine Urheberschaft nur als Gerücht; als tatsächlicher Verfasser wurde  Wilhelm von Bippen betrachtet. Erst dadurch, dass August Sartori in den Beständen der Lübecker Stadtbibliothek das vermutlich letzte Exemplar der 1842 herausgegebenen Druckfassung entdeckte, in der Geibel als Autor und Mosche als Komponist genannt wurden, wurde sowohl die Frage nach der Urheberschaft eindeutig beantwortet als auch die vergessene musikalische Originalfassung des Liedes wieder bekannt. Sie fand Eingang in die 1890 veröffentlichte Sammlung Lieder zum Gebrauch der Freimaurer-Logen in Lübeck.
Im Flottenliederbuch des Deutschen Flottenvereins von 1901 findet sich das Lied in der dreistrophigen Kurzfassung unter der Nr. 93 mit dem Titel Lübeck, der Hansa Hort und der Melodie Zu Mantua in Banden.
In den ersten Jahren des 20. Jahrhunderts verlor das Lied graduell an Bedeutung und verschwand schließlich ganz aus der öffentlichen Wahrnehmung in Lübeck.

## Text

Das Lübeckische Nationallied in der Urfassung mit der Musik Mosches

Wo volle Becher klingen

In deutscher Männer Kreis,

Da ziemt sich's wohl, zu singen

Dem Vaterland zum Preis;

So sei denn heut aufs neue

Gegrüßt mit Liederschall

O Lübeck, Stadt der Treue,

Du deutscher Freiheitswall!

In deiner Schwestern Mitten

Da magst du treten kühn,

Hast du dir doch erstritten

Den Kranz von Eichengrün;

Und die du drein gebunden

Die rote Rosenglut,

Sie spricht von Kampf und Wunden,

Von edlem Heldenblut.

Das war in alten Tagen,

Als auf Bornhöveds Plan

Den Dänen du geschlagen

In Eisen angethan.

Wie stürzten deine Knaben

So kühn dort in den Tod!

Wie flattert' hoch erhaben

Dein Banner weiß und rot!

Und als vor dreißig Jahren

Die Trommel ging durchs Reich,

Da standen deine Scharen

In Waffen alsogleich.

Sie haben stark gestritten

Durch Nacht und Not zum Sieg,

Und wer den Tod erlitten,

Der fiel in gutem Krieg.

Drum auf, und woll' in Ehren

Ergraut, auch fürder stehn,

Laß auf den fernsten Meeren

Die luft'gen Flaggen Wehn,

Und was in fremden Marken

Ertauscht an Schätzen du,

Das führ' auf tausend Barken

Dem deutschen Herzen zu.

Und in den Mauern drinnen

Da wirk' am frommen Herd,

Dein Sinnen, dein Beginnen

Sei dein und Deutschlands wert:

Dem Recht gieb freie Rede,

Dem Edlen Schirm und Hort,

Dem Schlechten ew'ge Fehde,

Und: Vorwärts sei dein Wort!

So reichet denn zur Stunde

Die Hand' euch insgesammt,

Steht fest in gutem Bunde,

Von Lieb und Mut entflammt.

Wo treu die Herzen schlagen

in fröhlichem Verein,

Da muß es blühn und tagen,

Und Gott wird mit uns sein.